# سیارک ۱۹۵۷۸
سیارک ۱۹۵۷۸ (به انگلیسی: 19578 Kirkdouglas، نامگذاری:1999MO) نوزده هزار و پانصد و هفتاد و هشتمین سیارک کشف شده‌است که در ۲۰ ژوئن ۱۹۹۹ کشف شد.
قدر مطلق سیارک برابر ۱۵٫۷۰ است.